# Schloss Kogl (Ennstal)

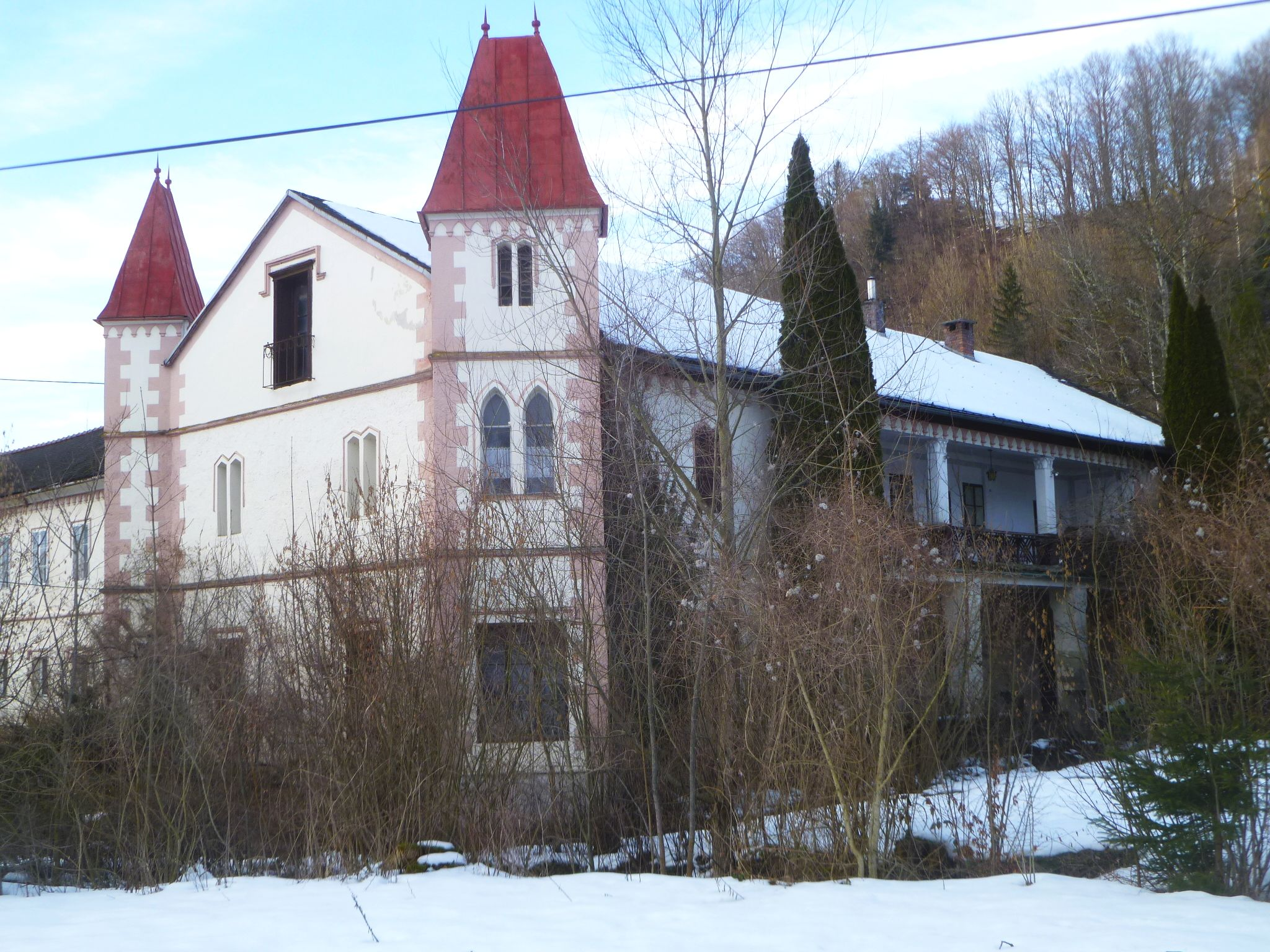
Schloss Kogl in Laussa

Schloss Kogl befindet sich in der Gemeinde Laussa im Bezirk Steyr-Land in Oberösterreich (Koglerstraße 10).

## Geschichte
Das Schloss war einst ein Bauernhof, der durch Freiherrn Oberst von Voglsang zu einem Schloss ausgebaut wurde. Als weitere Besitzer werden genannt: Josef Magerle, Karl Hesse, Karl Fiedler und Josef Altmann. 1891 kaufte es Max Strobl von Ravelsberg. 1930 kam es an Dr. Tomke, der es 1960 an Herrn Untersinger verkaufte. Zeitweise war in dem renovierten Schloss die Pension „Schloss Kogl“ untergebracht; heute ist das Schloss unbewohnt.

Schloss Kogl
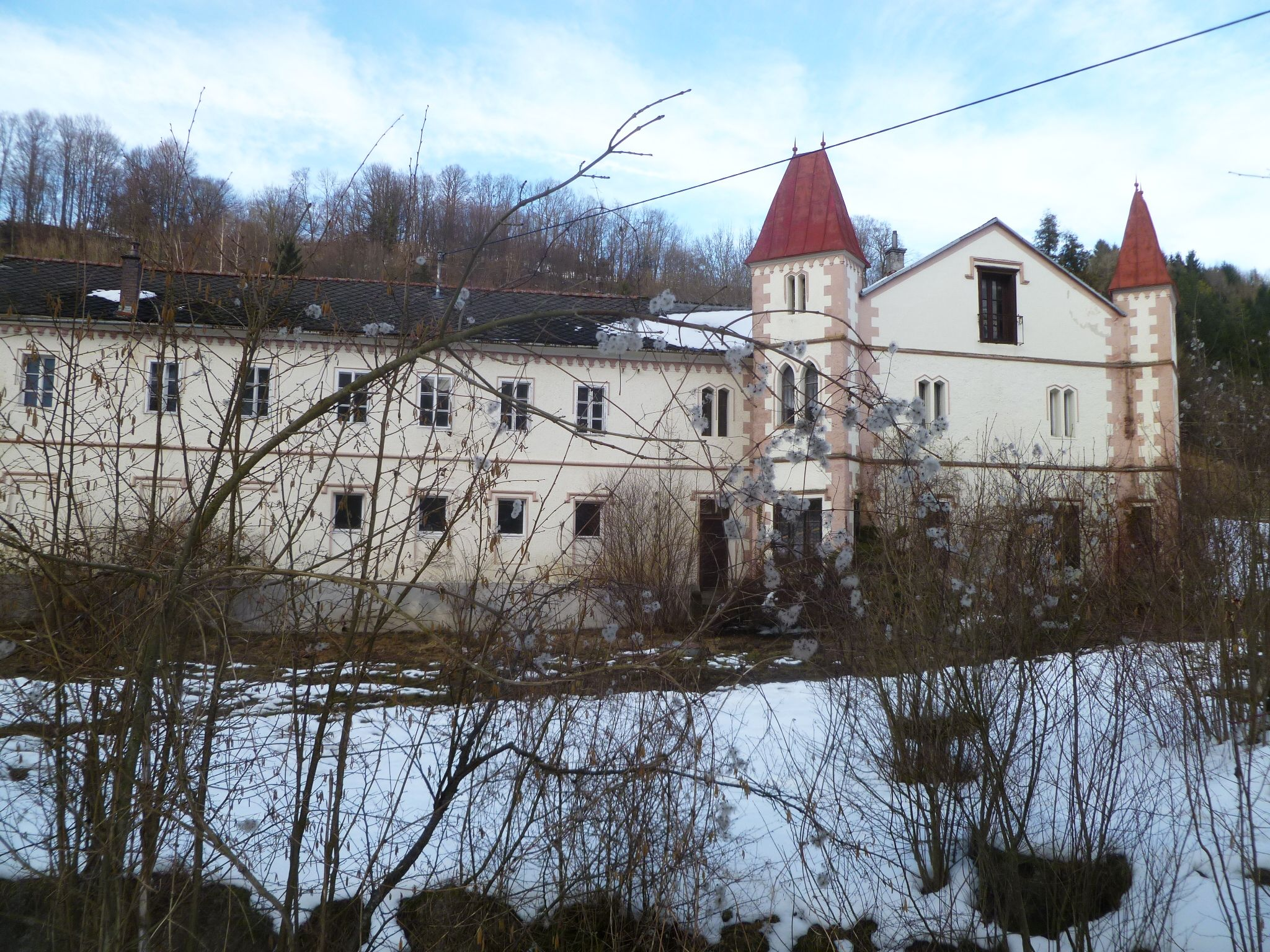
Schloss Kogl: Seitentrakt
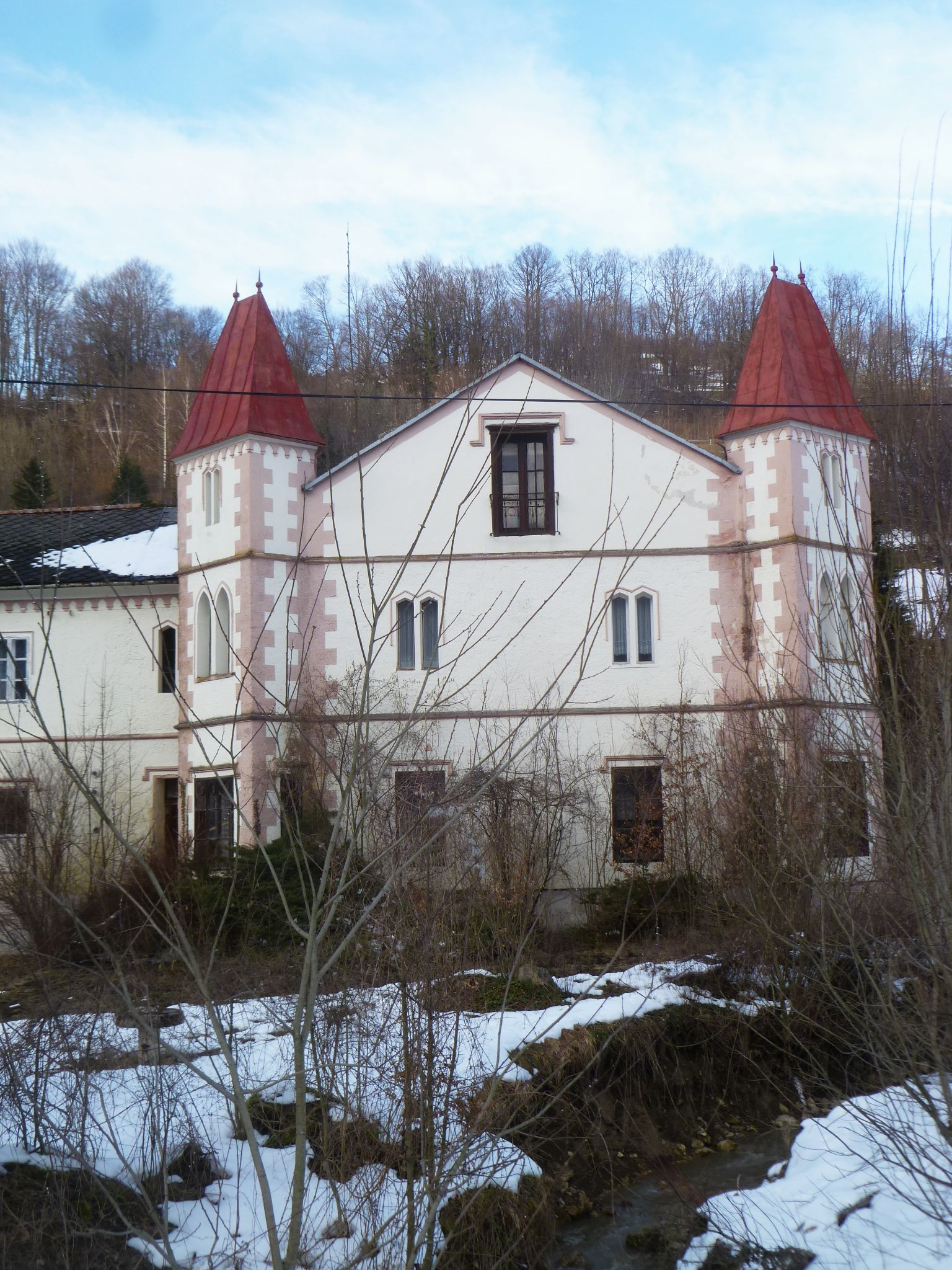
Schloss Kogl: Herrentrakt

## Architektur
Das Schloss ist ein zweigeschoßiger Bau mit zwei zusammenhängenden Gebäudeteilen. An einer Seite befindet sich der Herrschaftstrakt mit zwei schräg gestellten, viereckigen Türme mit einer Walmbedachung an den Ecken; dem Berg zu ist eine zweigeschoßige Loggia angebaut. Der zweite, auf den Herrschaftstakt zulaufende Hausteil ist der Wirtschaftstrakt, in dessen Obergeschoß Zimmer, im Erdgeschoß Stallungen untergebracht sind.